# Història dels elements químics
Els elements químics que avui coneixem es van anar descobrint a poc a poc al llarg del temps. Antoine Lavoisier, l'any 1789 va descriure 33 elements en la seva obra Tractat elemental de química, i el 1830 se n'havien identificat 55. La majoria, però, es van descobrir durant el segle xix; la llista es va completar al llarg del segle xx, i el 2007 estan identificats 117 elements.
Quan va començar a augmentar el nombre d'elements químics coneguts, un dels reptes dels químics va ser classificar-los agrupant els que tenien unes propietats comunes, encara que el criteri de classificació va anar canviant a mesura que es descobrien nous elements.
Correspon al rus Dmitri Mendeléiev la "paternitat" de la taula periòdica, tot i que mai no va ser guardonat amb el premi Nobel de química, malgrat la gran contribució que va fer a la ciència i la genialitat de predir l'existència d'elements encara no descoberts. El 1906 va quedar-ne segon en la votació, després del químic francès Henri Moissan (1852-1907). Ja no va tenir més oportunitats, perquè va morir abans que es concedís el premi corresponent l'any següent.
Hi ha hagut alguna discordança sobre qui mereix ser reconegut com a creador de la taula periòdica, si l'alemany Lothar Meyer (a l'esquerre) o el rus Dmitri Mendeléiev. Treballant independentment, ambdós químics van produir resultats notablement similars i gairebé al mateix temps. Un llibre de text de Meyer, publicat el 1864, incloïa una versió abreviada d'una taula periòdica per classificar els elements. La taula comprenia la meitat dels elements coneguts organitzats segons l'ordre de la seva massa atòmica i mostrava una periodicitat en funció d'aquesta.
El 1868, Meyer va construir una taula extensa que lliurà a un col·lega per la seva avaluació. Desgraciadament per a Meyer, la taula de Mendeléiev es va publicar el 1869, un any abans que aparegués la de Meyer.
Dmitri Ivànovitx Mendeléiev (1834-1907), el petit de 17 germans, va néixer en el poble siberià de Tobolsk, on el seu pare era professor de literatura russa i filosofia (a l'esquerre, Mendeléiev el 1904).
Mendeléiev no fou considerat un bon estudiant durant la seva joventut, en part a causa de la seva aversió per les llengües clàssiques, que eren un requisit educatiu important en aquell moment, tot i que sí va mostrar destresa per a les matemàtiques i la ciència.
Després de la mort del seu pare, es traslladà a sant Petersburg per estudiar a la universitat, graduant-se el 1856. Mendeléiev impressionà tant als seus instructors que li fou ofert un lloc per ensenyar química. Després de passar els anys 1859 i 1860 a Alemanya ampliant els seus estudis va retornar al seu lloc de professor, on hi va estar fins al 1890.
Durant aquest període va escriure un llibre de text sobre química inorgànica, Principis de Química, del qual se'n van fer tretze edicions (l'última el 1947). En aquest llibre organitzava els elements coneguts en famílies que presentaven propietats similars. La primera part del text es consagrà a la química, ben coneguda, dels halògens.
Més tard, va començar amb la química dels elements metàl·lics ordenant-los segons el seu poder de combinació: metalls alcalins primer (poder de combinació d'un), els alcalinoterris (dos), etc. No obstant això, era difícil classificar metalls com el coure i el mercuri que, a vegades, presentaven valor 1 i altres vegades 2.
Mentre intentava buscar una sortida a aquest dilema, Mendeléiev va trobar relacions entre les propietats i els pesos atòmics dels halògens, els metalls alcalins i els metalls alcalinoterris, concretament en les sèries Cl-K-Ca, Br-Rb-Sr i I-Cs-Ba. En un esforç per generalitzar aquest comportament a altres elements, va crear una fitxa per cada un dels 63 elements coneguts, on presentava el símbol de l'element, el seu pes atòmic i les seves propietats físiques i químiques característiques.
Quan Mendeléiev va col·locar les targetes en una taula en ordre creixent de pesos atòmics, disposant-les com en un solitari, va quedar formada la taula periòdica. El 1869 va desenvolupar la llei periòdica i va publicar el seu treball Relació de les Propietats dels Elements i els seus Pesos Atòmics. L'avantatge de la taula de Mendeléiev sobre els intents anteriors de classificació era que no només presentava similituds en petits grups com les tríades, sinó que mostrava similituds en un ampli entramat de relacions verticals, horitzontals i diagonals.
En el moment que Mendeléiev va desenvolupar la seva taula periòdica, les masses atòmiques, experimentalment determinades, no sempre eren exactes i va reordenar, de nou, els elements tot i les seves masses acceptades. Per exemple, va canviar el pes del beril·li de 14 a 9. Això va col·locar al beril·li en el Grup 2 a sobre del magnesi, les propietats del qual s'assemblaven més que no pas on s'havia col·locat abans (a sobre del nitrogen).
En total, Mendeléiev va haver de moure 17 elements a noves posicions per posar les seves propietats en correlació amb altres elements. Aquests canvis van indicar que hi havia errors en els pesos atòmics acceptats d'alguns elements i es van tornar a fer els càlculs a molts d'ells.
No obstant això, després que les correccions foren fetes, alguns elements encara van necessitar ser col·locats en un ordre diferent del que es deduïa dels seus pesos atòmics. A partir dels forats presents en la seva taula, Mendeléiev va predir l'existència i les propietats d'elements desconeguts que anomenà eka-alumini, eka-bor i eka-silici.
Més tard es van descobrir el gal·li, l'escandi i el germani coincidint amb les seves prediccions. A més del fet que la taula de Mendeléiev es publicà abans que la de Meyer, el seu treball era més extens, predient l'existència d'altres elements no coneguts en aquell moment.